# Oosteinderpolder
De Oosteinderpolder is een polder en een voormalig waterschap in de gemeente Hillegom in de Nederlandse provincie Zuid-Holland.
Het waterschap was verantwoordelijk voor de vervening, drooglegging en later de waterhuishouding in de polder.
In het zuiden grenst de polder aan de Vosse- en Weerlanerpolder. In het noorden aan de Bennebroekerpolder. Het gehucht Oosteinde ligt in het westen van de polder.